# Bramshill
Bramshill est une paroisse civile au Nord-Est du Hampshire au Royaume-Uni abritant le principal centre d'entraînement de la police britannique, le Police Staff College (en), le secrétariat du CEPOL et ayant pour point névralgique un manoir fameux de style jacobéen, le Bramshill House.